# Goals (jogo eletrônico)
Goals (estilizado como GOALS) é um jogo de futebol em desenvolvimento e publicado pela Goals AB. Concebido por Andreas Thorstensson, o Goals seguirá um modelo de negócios livre de jogo com foco na viabilidade dos esportes. Anunciado pela primeira vez em 22 de julho de 2021, o jogo pretende competir com a série de jogos FIFA & eFootball, com foco na responsividade sobre fidelidade. O jogo contará com jogada multiplataforma, para Microsoft Windows, MacOS, PlayStation 4, PlayStation 5, Xbox One e Xbox Series X e S.

## Jogabilidade
Gols é um termo frequentemente utilizado para descrever os objetivos ou metas em campos de futebol virtuais, que servem como áreas de competição para os jogadores em diversas arenas. Essas arenas podem variar em tamanho e estilo, e geralmente oferecem modos de jogo que incluem confrontos de 1v1 até partidas mais elaboradas de 5v5.
Além disso, oferecerá plataformas de jogos aos jogadores e a oportunidade de aprimorar suas habilidades e experimentar diferentes recursos em um ambiente controlado, comumente denominado "The Arena". Nesse modo de prática, os jogadores têm a liberdade de testar avatares, táticas e mecânicas de jogo sem a pressão de uma competição formal, proporcionando uma experiência de aprendizado mais imersiva e personalizada.

## Desenvolvimento
O jogador e programador sueco Andreas Thorstensson foi um dos primeiros jogadores profissionais do Counter-Strike, com sua carreira começando pouco depois do lançamento do jogo em 1999. Como jogador, executivo e proprietário da organização alemã e sueca Schroet Kommando, que se tornou SK Gaming, ele a levou a se tornar uma das mais prolíficas da cena, antes de se aposentar em 2009. Após várias empreendimentos de desenvolvimento web e empreendedorismo na década seguinte, Thorstensson tornou Goals seu novo empreendimento, antes de anunciá-lo formalmente como um jogo de futebol em 18 de agosto de 2021. Thorstensson detalhou sua intenção de desenvolver um jogo multiplataforma AAA pronto A.A.A. esportes que recompensaria os jogadores.
O jogo seria construído usando o Unreal Engine 5. Um Objetivos delineado por Thorstensson desde o início foi dar ao público acesso a Goals durante os primeiros dias, permitindo que a equipe avaliasse o feedback e combatesse bugs antes do lançamento. Os testes de acesso antecipado para Goals começaram com uma demonstração para um jogador chamado "Arena" em setembro de 2022, com funcionalidades rudimentares implementadas. Em fevereiro seguinte, o acesso multijogador em um campo de futebol começou.
Em abril de 2022, foi anunciado que a Goals AB havia levantado US $ 15 milhões em financiamento inicial, liderado pela empresa de capital de risco Northzone. Em abril de 2023, a Goals recebeu um financiamento adicional de 20 milhões de dólares - liderado pela empresa de capital de risco Seven Seven Six, da fundadora do Reddit, Alexis Ohanian, e apoiado por Northzone, Moonfire, Cassius e investidores anjos Peter Sellis, Wayne Mackey, Riqui Puig e Clément Lenglet - levando o financiamento total a 39 milhões de dólares. Em julho de 2023, o conselho de administração da GOALS AB foi reforçado pela chegada de Ebba Ljungerud e Oskar Gabrielson, os ex-chefes executivos da Paradox Interactive & e DICE, respectivamente.